# Иван Шијаковић
Иван Шијаковић (Пљевља, 1. август 1953) српски је универзитетски професор и доктор социолошких наука.

## Биографија
Иван Шијаковић је рођен 1. августа 1953. године у Пљевљима, ФНРЈ. Завршио је Факултет политичких наука у Сарајеву, студиј социологије. Магистрирао је 1984. године на Факултету политичких наука у Београду са темом „Нови социјални садржаји класне борбе у развијеном индустријском друштву“, а докторирао је 1989. године на истом факултету са темом „Средња класа у развијеном индустријском друштву“.
На Економском факултету у Бањој Луци почео је радити као асистент (1978—1987), затим као доцент (2000—2004) и као ванредни професор (2004—2010). Од 2010. редовни је професор на Факултету политичких наука у Бањој Луци.
Оснивач је и предсједник Удружења социолога Бање Луке, члан Удружења социолога Србије и члан Удружења социолога Републике Српске.

## Радови
Објавио је сљедеће књиге:
- Раднички покрет послије 68, Економски факултет, Бања Лука, 1986.
- Шарм средње класе, Београд, Прометеј, 1999.
- Социологија — увод у разумевање (пост)модерног друштва, Економски факултет у Бањој Луци, 2003.
- Незапослени, ресурс или социјални проблем, (коаутор), Економски факултет у Бањој Луци, 2004.
- Увод у класичне социолошке теорије, Економски факултет у Бањој Луци, 2010.
- Социологија савременог друштва, Економски факултет у Бањој Луци, 2010.